# Municipio de San Martín de Bolaños
El municipio de San Martín de Bolaños es un municipio de la Región Norte del estado de Jalisco, México. Se encuentra aproximadamente a 122 km al norte de Guadalajara. Según el II Conteo de Población y Vivienda de 2020, el municipio tenía 3,095 habitantes. Anteriormente la región era conocida como Alcaldía Mayor del Real de Bolaños o como Mineral del Tepec. Su extensión territorial es de 690.1 km² ocupa el 0.9% del territorio estatal y la población se dedica principalmente al sector primario.

## Toponimia
Esta región era conocida como Alcaldía Mayor del Real de Bolaños en el siglo XVII, aunque también era conocida como Mineral del Tepec. Sin embargo para 1825, ya aparece registrado con el nombre de San Martín en el documento Estadística del Estado Libre de Jalisco.  Y en el decreto 8783 del 30 de diciembre de 1971, publicado en el Diario Oficial del estado de Jalisco, se registró el municipio con el nombre de San Martín de Bolaños.

## Historia
En la región habitaban los caxcanes, texcuexes, huachiles y posteriormente los nahuatlacas. Pertenecían al cacicazgo de El Teúl. Fue conquistado en 1530 por Cristóbal de Oñate. Más tarde unos españoles fundan una hacienda para beneficiar los minerales que extraían de los yacimientos de la región.
Desde hace 100 años que se le conoce por su nombre actual, nombre que le fue dado por los peninsulares. En el siglo XVIII, llegó a la categoría de Alcaldía Mayor con el nombre de Alcaldía Mayor de Real de Bolaños. La extraordinaria bonanza que alcanzó se debió a la explotación de las minas del Espíritu Santo, El Parián, Barranco, La Castellana, La Perla, entre otras.
En 1825 se establece ayuntamiento; en 1846 San Martín y sus pueblos pasan del departamento de Colotlán al de Bolaños. El 13 de mayo de 1872 por decreto se suprime la municipalidad de San Martín quedando como comisaría, junto con la de Mamantla; es hasta el 8 de septiembre de 1892 cuando se erige en municipalidad las dos comisarías. Posteriormente, la de Mamantla se suprime en 1899 y dependerá en lo futuro de San Martín de Bolaños. Desde 1825 perteneció al 8° Cantón de Colotlán.

## Descripción geográfica

### Ubicación
San Martín de Bolaños se localiza al norte del estado, entre las coordenadas 21° 40.9’ de latitud norte y 103° 48.7’ de longitud oeste, a una altitud de 800 m s. n. m. Su extensión territorial es de 991.99 km², lo que equivale al 1.243 % del estado de Jalisco.
El municipio colinda al norte con los municipios de Bolaños y Chimaltitán; al este con el municipio de Chimaltitán, el estado de Zacatecas y el municipio de Tequila; al sur con el municipio de Tequila, y los estados de Zacatecas y Nayarit; al oeste con el estado de Nayarit y el municipio de Bolaños.

### Orografía
En general su superficie es accidentada (60%), con elevadas montañas. Tiene en las orillas del Río Bolaños algunas partes semiplanas y lomas (30%). Solo alrededor de la cabecera y en el suroeste y sureste hay algunas tierras planas (10%). Se registran alturas de entre los 780 y los 2,500 metros sobre el nivel del mar, en los cerros del Venadito en el oriente, así como en los cerros del Burro, Canagua, El Cuervo, Palo Cenizo, Mezquite, Picudo, El Maguey y otros más en el sur del municipio.
Suelos: La composición de los suelos es de tipos predominantes Feozem Háplico, Cambisol Éutrico y Luvisol Órtico. El municipio tiene una superficie territorial de 99,199 hectáreas, de las cuales 6,650 son utilizadas con fines agrícolas, 21,000 en la actividad pecuaria, 60,400 son de uso forestal, 75 son suelo urbano y 1,074 hectáreas tienen otro uso, no especificándose el uso de 10,000. En lo que a la propiedad se refiere, toda la superficie territorial es privada.

### Hidrografía
Pertenece a la cuenca Lerma-Santiago-Chapala. De norte al suroeste del municipio, lo atraviesa el Río Bolaños en el que desembocan innumerables arroyos, unos permanentes y, los más, son de temporal. Entre los primeros están: El Limón, Los Arrieros, El Platanito, San Nicolás, y Las Manzanas. Hay varios manantiales que abastecen de agua a algunas localidades, los más abundantes se encuentran al sur de la cabecera municipal.

### Clima
El clima es semiseco, invierno y primavera secos, y semicálido con invierno seco, sin cambio térmico invernal bien definido. La temperatura media anual es de 27.6 °C, con máxima de 34.6 °C y mínima de 13.5 °C. El régimen de lluvias se registra entre los meses de junio, julio y agosto, contando con una precipitación media de 623.4 milímetros. El promedio anual de días con heladas es de 0.2.

## Flora y fauna

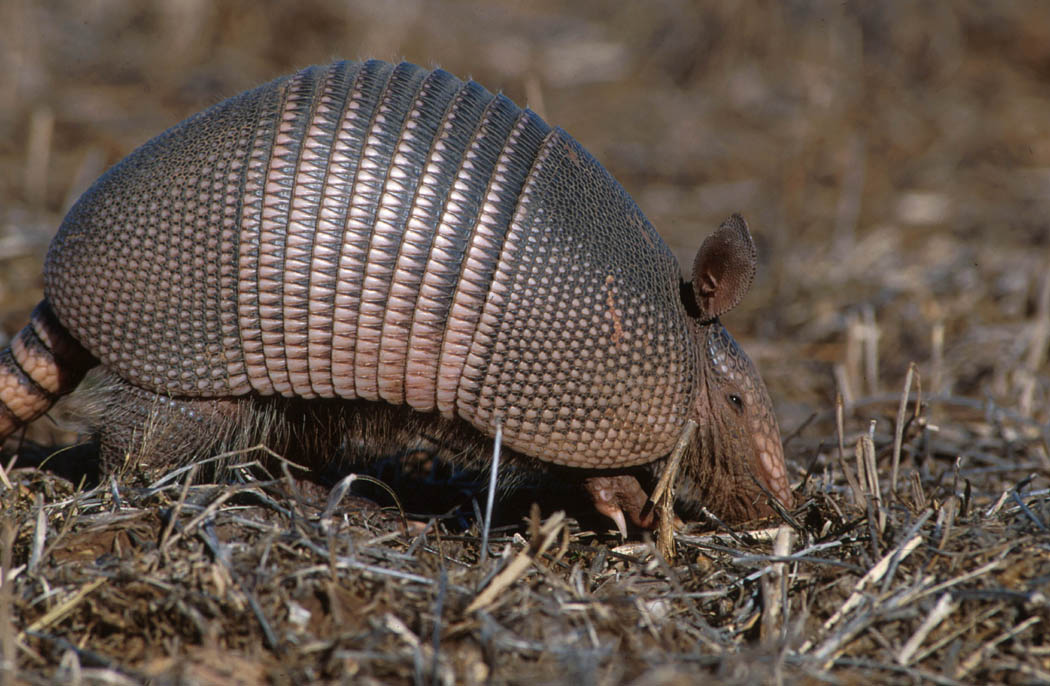
El armadillo habita en el municipio.

Su vegetación se compone básicamente de plantas silvestres como el pitahayo, nopal, mezquite, guamúchiles, garambullo, huizache, palillo y hozote.
La liebre, el conejo, el coyote, la tuza, el tlacuache, el armadillo, el zorrillo y el venado habitan la región.

## Economía
El 27.34% de los habitantes se dedica al sector primario, el 34.22% al sector secundario, el 27.92% al sector terciario y el resto no se específica. El 25.57% de la población se encuentra económicamente activa. Las principales actividades económicas son: agricultura, ganadería y minería.
- Agricultura: Los principales cultivos son el maíz, sorgo, frijol, sandía, mango, rábano, cebolla y melón.
- Ganadería: Se cría ganado bovino de carne y productos lácteos (leche, queso, requesón); así como porcino, equino, diversas aves de corral y colmenas.
- Minería: La plata es el principal metal que se extrae, también existen minerales metálicos como oro, plomo y cobre en pocas cantidades.
- Comercio: Predominan las tiendas dedicadas a la venta de productos de primera necesidad y los comercios mixtos que venden artículos diversos. Los establecimientos comerciales son una importante fuente de trabajo de la comunidad.
- Servicios: Se prestan servicios profesionales, técnicos, comunales, sociales, personales y de mantenimiento.
- Turismo: Se pueden apreciar edificaciones coloniales y religiosas; además de paisajes naturales al oeste y este del municipio.

## Infraestructura
- Educación

El 89.25% de la población es alfabeta, de los cuales el 28.64% ha terminado la educación primaria. El municipio cuenta con 1 preescolares, 3 primarias, 1 secundarias y 1 bachillerato.
- Salud

La atención a la salud es atendida por la Secretaría de Salud, el Instituto Mexicano del Seguro Social y por médicos particulares. El Sistema para el Desarrollo Integral de la Familia (DIF) se encarga del bienestar social. Cuenta con 9 casas de salud, 1 módulo y 2 unidades de salud.
- Deporte

Cuenta con centros deportivos, en los que se practica: fútbol, voleibol y basquetbol;. Además posee centros culturales, plaza, parques, jardines, biblioteca, centro social, lienzo charro, centros recreativos y un museo.
El municipio cuenta con centros deportivos que tienen en su conjunto instalaciones adecuadas para llevar a cabo diversos deportes como fútbol, voleibol, basquetbol, atletismo y juegos infantiles.
- Vivienda

Según el II Conteo de Población y Vivienda, cuenta con 743 viviendas, las cuales generalmente son privadas. El 81.96% tiene servicio de electricidad, el 69.45% tiene servicio de drenaje y agua potable. Su construcción es generalmente a base de tabique, adobe, concreto, ladrillo y/o madera.
- Servicios

El municipio cuenta con servicios de agua potable, energía eléctrica, alcantarillado, alumbrado público, mercado, rastro, cementerios, vialidad, aseo público, seguridad pública y tránsito, parques, jardines, centros recreativos y deportivos, casa de la Cultura, Comedor para el adulto Mayor, Dirección de atención a la mujer, dirección de ganadería, registro civil.
En cuanto a los servicios básicos, el 75.7% de los habitantes disponen de energía eléctrica, el 81% de agua potable, y el 58.3% de alcantarillado.
- Medios y vías de comunicación

Cuenta con correo, teléfono, servicio de radiotelefonía, telégrafo, fax, señal de radio, celular, Internet. La transportación foránea se efectúa a través de la carretera Guadalajara - Colotlán - San Martín de Bolaños. Cuenta con una red de carreteras rurales que comunican las localidades. La transportación se realiza en autobuses públicos o vehículos de alquiler y particulares. Además cuenta con una aeropista que ofrece servicio privado y público.

## Demografía
Según el II Conteo de Población y Vivienda de 2005, el municipio tiene 3,205 habitantes, de los cuales 1,603 son hombres y 1,602 son mujeres; el 3.59% de la población son indígenas huicholes.
| 4,604                      | 3,587 | 3,977 | 3,205 |
| (Fuente: [cita requerida]) |       |       |       |

### Localidades
En el censo de 2020 el municipio de San Martín de Bolaños contaba con 66 localidades.
| Código INEGI      | Localidad             | Población (2020) |
| ----------------- | --------------------- | ---------------- |
| 140760001         | San Martín de Bolaños | 2 138            |
| Otras localidades | Otras localidades     | 957              |
| Total municipal   | Total municipal       | 3 095            |

### Religión
El 98.42% profesa la religión católica; sin embargo, también hay creyentes de los Testigos de Jehová, Protestantes, Adventistas del Séptimo Día y otras doctrinas. El 0.38% de los habitantes no practican religión alguna.

## Cultura

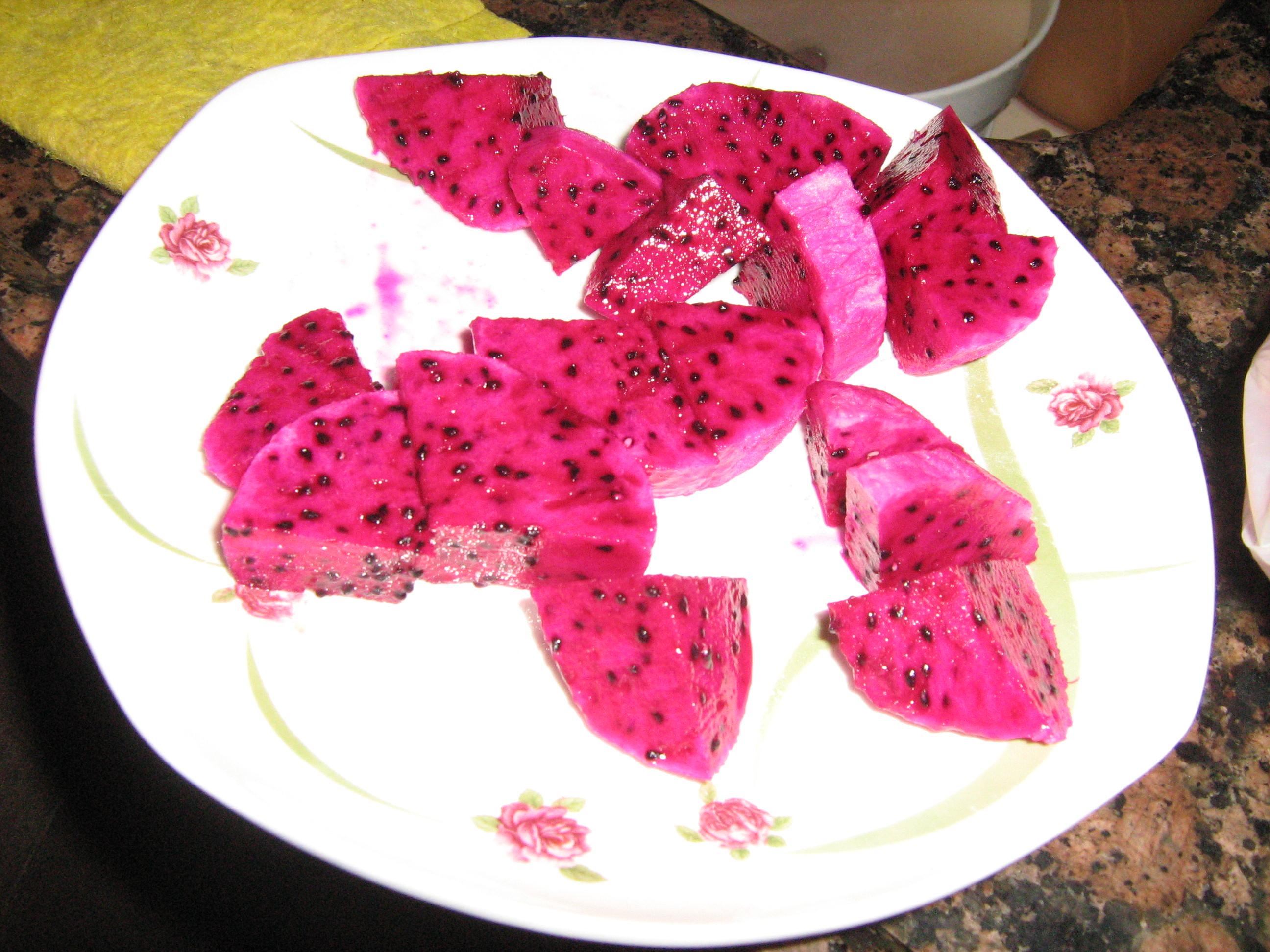
Se elaboran dulces con las pitayas.

- Artesanías: Talabarterías y monturas piteadas.
- Esculturas: El Señor de Santa Rosa, el cual fue traído de Barcelona, España.
- Gastronomía: De sus alimentos destaca el pozole, tamales y enchiladas; de sus dulces, la miel de pitahaya; y de sus bebidas, el mezcal.

### Sitios de interés
| Arquitectura - Templo del Señor de Santa Rosa. Data del siglo XIX. - La Condesa. - Palacio Municipal. - Museo Antropológico. - La Capilla de Pochotitán. - Capilla El Carrizal. - Plaza Municipal. - Tumba de Tiro del Piñón. | Sitios arqueológicos - Minas Antiguas. - Tapias de Cantera. - Tumbas de Tiro. - Museo Antropológico. | Sitios naturales - Arroyo de los Pintados. - Arroyo de la Guasima. - Cerro del Pinón. - Arroyo de Los Pilarcitos. - Cerro del púlpito. - El Paredón. - Zona de Banco Colorado. - El Platanar. |

### Fiestas
Fiestas civiles
- Aniversario de la Independencia de México: 16 de septiembre.
- Aniversario de la Revolución mexicana: El 20 de noviembre.

Fiestas religiosas
- Semana Santa: Jueves y Viernes Santos.
- Día de la Santa Cruz: 3 de mayo.
- Fiesta en honor de la Virgen de Guadalupe: 12 de diciembre.
- Fiesta en honor de Santa Rosa: Del 22 al 30 de agosto.

## Gobierno
Su forma de gobierno es democrática y depende del gobierno estatal y federal; se realizan elecciones cada 3 años, en donde se elige al presidente municipal y su gabinete. La actual presidenta municipal es La Lic. Evangelina Pérez Villarreal, militante del Partido Movimiento Ciudadano, la cual fue electa en las elecciones del 7 de junio del 2018 con el 33% de la votación a su favor.
En 2021 busco la reelección y es electa nuevamente para el periodo constitucional 2021-2024 con tan solo el 25% del padrón respaldando un segundo periodo.
| Inicio de periodo | Fin de periodo | Alcalde                          | Partido |
| ----------------- | -------------- | -------------------------------- | ------- |
| 1989              | 1992           | Trinidad Martínez Luna           | PRI     |
| 1992              | 1995           | Raúl Arellano Miramontes         | PRI     |
| 1995              | 1998           | Rigoberto Macias Vela            | PRI     |
| 1998              | 2001           | Manuel Marin C.                  | PRI     |
| 2001              | 2003           | Humberto Esparza Jiménez         | PRI     |
| 2003              | 2006           | Francisco Herrera Ávila          | PAN     |
| 2006              | 2009           | Carlos Franco Valdivia           | PRI     |
| 2009              | 2012           | José Francisco Ayon Jiménez      | PRI     |
| 2012              | 2015           | José Miguel Ángel Fernández Soto | PRI     |
| 2015              | 2018           | Ing. Adrián Montes Velazquéz     | PAN     |
| 2018              | 2021           | Evangelina Pérez Villarreal      | PMC     |
| 2021              | 2024           | Evangelina Perez Villarreal      | PMC     |

El municipio cuenta con 99 localidades, siendo las más importantes: San Martín de Bolaños (cabecera municipal), El Platanar, Mamatla, La Joya, Linda Vista, Agua Caliente, Mesa del Rodeo, El Popote, Las Maravillas, Trujillo, Bancos, Rancho de Sánchez, Pintados, Los Ranchitos, La Tapatía, Rancho Viejo, La Escondida y La Guásima.